# Mark Loram
Mark Roysten Gregory Loram (ur. 12 stycznia 1971 w Mtarfie) – brytyjski żużlowiec.

## Życiorys

### Kariera sportowa
Indywidualny mistrz świata z roku 2000 – jedyny mistrz świata, który w zwycięskim sezonie nie wygrał żadnej eliminacji Grand Prix.
Mark Loram doznał groźnej kontuzji na torze w Ipswich na początku sezonu żużlowego w roku 2007. Po tej kontuzji nie wrócił już na tory żużlowe. Było to skomplikowane złamanie nogi.
29 stycznia 2009 r. podpisał kontrakt z KM Ostrów na rok 2009. Nie pojawił się ani razu na torze z powodu dalszej kontuzji.
17 grudnia 2009 r. podjął decyzję o definitywnym zakończeniu swojej kariery żużlowej.

### Życie prywatne
Z żoną Joanne miał syna Rhysa, zmarłego w wypadku samochodowym w 2011 roku.

## Przynależność klubowa
Wielka Brytania
- Hackney Kestrels (1987–1988)
- Ipswich Witches (1989)
- King’s Lynn Stars (1990–1994)
- Exeter Falcons (1995–1996)
- Bradford Dukes (1997)
- Wolverhampton Wolves (1998)
- Poole Pirates (1999–2000)
- Peterborough Panthers (2001)
- Eastbourne Eagles (2002–2003)
- Arena Essex Hammers (2004–2005)
- Ipswich Witches (2006–2007)

Polska
- Włókniarz Częstochowa (1992)
- Apator Toruń (1993–1997)
- Iskra Ostrów Wielkopolski (1998)
- Włókniarz Częstochowa (1999–2000)
- Polonia Bydgoszcz (2001–2003)
- RKM Rybnik (2004)
- Stal Gorzów Wielkopolski (2005)
- Unia Leszno (2006)
- KM Ostrów (2007)
- KM Ostrów (2009)

Dania
- Holstebro SK (1996)

Szwecja
- Bysarna Visby (1997–1998)
- Smederna Eskilstuna (1999–2000)
- Luxo Stars Målilla (2001–2004)
- Piraterna Motala (2005–2007)

## Starty w Grand Prix (Indywidualnych Mistrzostwach Świata na żużlu)

### Zwycięstwa w poszczególnych zawodachGrand Prix
| Nr | Dzień       | Rok  | Nazwa              | Miejscowość | Tor             | Długość toru |
| -- | ----------- | ---- | ------------------ | ----------- | --------------- | ------------ |
| 1. | 23 września | 1997 | Grand Prix Danii   | Vojens      | Speedway Center | 300m         |
| 2. | 4 czerwca   | 1999 | Grand Prix Szwecji | Linköping   | Motorstadium    | 330m         |

### Miejsca na podium w poszczególnych zawodachGrand Prix
| Nr  | Dzień       | Rok  | Nazwa                        | Miejscowość | Tor                  | Miejsce | Punkty | Biegi             | Zwycięzca        |
| --- | ----------- | ---- | ---------------------------- | ----------- | -------------------- | ------- | ------ | ----------------- | ---------------- |
| 1.  | 30 września | 1995 | Grand Prix Wielkiej Brytanii | Londyn      | Hackney Stadium      | 3       | 17     | (3,3,1,2,2,1)     | Greg Hancock     |
| 2.  | 21 września | 1996 | Grand Prix Danii             | Vojens      | Speedway Center      | 2       | 20     | (2,1,2,3,3,2)     | Billy Hamill     |
| 3.  | 23 września | 1997 | Grand Prix Danii             | Vojens      | Speedway Center      | 1       | 25     | (2,2,3,2,2,3)     | –                |
| 4.  | 4 czerwca   | 1999 | Grand Prix Szwecji           | Linköping   | Motorstadium         | 1       | 25     | (3,1,2,1,2,3,2,3) | –                |
| 5.  | 25 września | 1999 | Grand Prix Danii             | Vojens      | Speedway Center      | 2       | 20     | (2,3,1,3,2,2,2)   | Tony Rickardsson |
| 6.  | 6 maja      | 2000 | Grand Prix Czech             | Praga       | Stadion Markéta      | 2       | 20     | (3,1,2,3,3,2,2)   | Billy Hamill     |
| 7.  | 3 czerwca   | 2000 | Grand Prix Szwecji           | Linköping   | Motorstadium         | 2       | 20     | (3,2,2,2)         | Jason Crump      |
| 8.  | 29 lipca    | 2000 | Grand Prix Wielkiej Brytanii | Coventry    | Brandon Stadium      | 3       | 18     | (3,2,2,1)         | Martin Dugard    |
| 9.  | 25 maja     | 2002 | Grand Prix Polski            | Bydgoszcz   | Stadion Polonii      | 3       | 18     | (2,3,3,2,2,1)     | Tomasz Gollob    |
| 10. | 22 czerwca  | 2002 | Grand Prix Słowenii          | Krško       | Stadion Matije Gubca | 3       | 18     | (0,2,1,3,2,1)     | Ryan Sullivan    |

### Punkty w poszczególnych zawodachGrand Prix
| Sezon 1995             |                                |                                |                                 |                               |                               |                           |                       |                     |                       |         |         |         |         |         |         |         |         |         |         |         |         |         |         |         |         |        |        |        |        |        |        |        |        |        |        |        |        |        |        |        |        |        |        |        |        |        |        |
| GP Polski – Wrocław    | GP Austrii – Wiener Neustadt   | GP Niemiec – Abensberg         | GP Szwecji – Linköping          | GP Danii – Vojens             | GP Wielkiej Brytanii – Londyn | miejsce                   | miejsce               | miejsce             | miejsce               | miejsce | miejsce | miejsce | miejsce | miejsce | miejsce | miejsce | miejsce | miejsce | miejsce | miejsce | miejsce | miejsce | miejsce | miejsce | miejsce | punkty | punkty | punkty | punkty | punkty | punkty | punkty | punkty | punkty | punkty | punkty | punkty | punkty | punkty | punkty | punkty | punkty | punkty | punkty | punkty | punkty | punkty |
| 16                     | 16                             | 8                              | 9                               | 11                            | 17                            | 6                         | 6                     | 6                   | 6                     | 6       | 6       | 6       | 6       | 6       | 6       | 6       | 6       | 6       | 6       | 6       | 6       | 6       | 6       | 6       | 6       | 77     | 77     | 77     | 77     | 77     | 77     | 77     | 77     | 77     | 77     | 77     | 77     | 77     | 77     | 77     | 77     | 77     | 77     | 77     | 77     | 77     | 77     |
| Sezon 1996             |                                |                                |                                 |                               |                               |                           |                       |                     |                       |         |         |         |         |         |         |         |         |         |         |         |         |         |         |         |         |        |        |        |        |        |        |        |        |        |        |        |        |        |        |        |        |        |        |        |        |        |        |
| GP Polski – Wrocław    | GP Włoch – Lonigo              | GP Niemiec – Pocking           | GP Szwecji – Linköping          | GP Wielkiej Brytanii – Londyn | GP Danii – Vojens             | miejsce                   | miejsce               | miejsce             | miejsce               | miejsce | miejsce | miejsce | miejsce | miejsce | miejsce | miejsce | miejsce | miejsce | miejsce | miejsce | miejsce | miejsce | miejsce | miejsce | miejsce | punkty | punkty | punkty | punkty | punkty | punkty | punkty | punkty | punkty | punkty | punkty | punkty | punkty | punkty | punkty | punkty | punkty | punkty | punkty | punkty | punkty | punkty |
| 6                      | 2                              | 6                              | 12                              | 12                            | 20                            | 7                         | 7                     | 7                   | 7                     | 7       | 7       | 7       | 7       | 7       | 7       | 7       | 7       | 7       | 7       | 7       | 7       | 7       | 7       | 7       | 7       | 58     | 58     | 58     | 58     | 58     | 58     | 58     | 58     | 58     | 58     | 58     | 58     | 58     | 58     | 58     | 58     | 58     | 58     | 58     | 58     | 58     | 58     |
| Sezon 1997             |                                |                                |                                 |                               |                               |                           |                       |                     |                       |         |         |         |         |         |         |         |         |         |         |         |         |         |         |         |         |        |        |        |        |        |        |        |        |        |        |        |        |        |        |        |        |        |        |        |        |        |        |
| GP Czech – Praga       | GP Szwecji – Linköping         | GP Niemiec – Landshut          | GP Wielkiej Brytanii – Bradford | GP Polski – Wrocław           | GP Danii – Vojens             | miejsce                   | miejsce               | miejsce             | miejsce               | miejsce | miejsce | miejsce | miejsce | miejsce | miejsce | miejsce | miejsce | miejsce | miejsce | miejsce | miejsce | miejsce | miejsce | miejsce | miejsce | punkty | punkty | punkty | punkty | punkty | punkty | punkty | punkty | punkty | punkty | punkty | punkty | punkty | punkty | punkty | punkty | punkty | punkty | punkty | punkty | punkty | punkty |
| 7                      | 13                             | 8                              | 16                              | 12                            | 25                            | 5                         | 5                     | 5                   | 5                     | 5       | 5       | 5       | 5       | 5       | 5       | 5       | 5       | 5       | 5       | 5       | 5       | 5       | 5       | 5       | 5       | 81     | 81     | 81     | 81     | 81     | 81     | 81     | 81     | 81     | 81     | 81     | 81     | 81     | 81     | 81     | 81     | 81     | 81     | 81     | 81     | 81     | 81     |
| Sezon 1998             |                                |                                |                                 |                               |                               |                           |                       |                     |                       |         |         |         |         |         |         |         |         |         |         |         |         |         |         |         |         |        |        |        |        |        |        |        |        |        |        |        |        |        |        |        |        |        |        |        |        |        |        |
| GP Czech – Praga       | GP Niemiec – Pocking           | GP Danii – Vojens              | GP Wielkiej Brytanii – Coventry | GP Szwecji – Linköping        | GP Polski – Bydgoszcz         | miejsce                   | miejsce               | miejsce             | miejsce               | miejsce | miejsce | miejsce | miejsce | miejsce | miejsce | miejsce | miejsce | miejsce | miejsce | miejsce | miejsce | miejsce | miejsce | miejsce | miejsce | punkty | punkty | punkty | punkty | punkty | punkty | punkty | punkty | punkty | punkty | punkty | punkty | punkty | punkty | punkty | punkty | punkty | punkty | punkty | punkty | punkty | punkty |
| 6                      | 7                              | 10                             | 7                               | 8                             | 14                            | 10                        | 10                    | 10                  | 10                    | 10      | 10      | 10      | 10      | 10      | 10      | 10      | 10      | 10      | 10      | 10      | 10      | 10      | 10      | 10      | 10      | 52     | 52     | 52     | 52     | 52     | 52     | 52     | 52     | 52     | 52     | 52     | 52     | 52     | 52     | 52     | 52     | 52     | 52     | 52     | 52     | 52     | 52     |
| Sezon 1999             |                                |                                |                                 |                               |                               |                           |                       |                     |                       |         |         |         |         |         |         |         |         |         |         |         |         |         |         |         |         |        |        |        |        |        |        |        |        |        |        |        |        |        |        |        |        |        |        |        |        |        |        |
| GP Czech – Praga       | GP Szwecji – Linköping         | GP Polski – Wrocław            | GP Wielkiej Brytanii – Coventry | GP Polski – Bydgoszcz         | GP Danii – Vojens             | miejsce                   | miejsce               | miejsce             | miejsce               | miejsce | miejsce | miejsce | miejsce | miejsce | miejsce | miejsce | miejsce | miejsce | miejsce | miejsce | miejsce | miejsce | miejsce | miejsce | miejsce | punkty | punkty | punkty | punkty | punkty | punkty | punkty | punkty | punkty | punkty | punkty | punkty | punkty | punkty | punkty | punkty | punkty | punkty | punkty | punkty | punkty | punkty |
| –                      | 25                             | 2                              | 8                               | 16                            | 20                            | 5                         | 5                     | 5                   | 5                     | 5       | 5       | 5       | 5       | 5       | 5       | 5       | 5       | 5       | 5       | 5       | 5       | 5       | 5       | 5       | 5       | 71     | 71     | 71     | 71     | 71     | 71     | 71     | 71     | 71     | 71     | 71     | 71     | 71     | 71     | 71     | 71     | 71     | 71     | 71     | 71     | 71     | 71     |
| Sezon 2000             |                                |                                |                                 |                               |                               |                           |                       |                     |                       |         |         |         |         |         |         |         |         |         |         |         |         |         |         |         |         |        |        |        |        |        |        |        |        |        |        |        |        |        |        |        |        |        |        |        |        |        |        |
| GP Czech – Praga       | GP Szwecji – Linköping         | GP Polski – Wrocław            | GP Wielkiej Brytanii – Coventry | GP Danii – Vojens             | GP Europy – Bydgoszcz         | miejsce                   | miejsce               | miejsce             | miejsce               | miejsce | miejsce | miejsce | miejsce | miejsce | miejsce | miejsce | miejsce | miejsce | miejsce | miejsce | miejsce | miejsce | miejsce | miejsce | miejsce | punkty | punkty | punkty | punkty | punkty | punkty | punkty | punkty | punkty | punkty | punkty | punkty | punkty | punkty | punkty | punkty | punkty | punkty | punkty | punkty | punkty | punkty |
| 20                     | 20                             | 15                             | 18                              | 15                            | 14                            |                           |                       |                     |                       |         |         |         |         |         |         |         |         |         |         |         |         |         |         |         |         | 102    | 102    | 102    | 102    | 102    | 102    | 102    | 102    | 102    | 102    | 102    | 102    | 102    | 102    | 102    | 102    | 102    | 102    | 102    | 102    | 102    | 102    |
| Sezon 2001             |                                |                                |                                 |                               |                               |                           |                       |                     |                       |         |         |         |         |         |         |         |         |         |         |         |         |         |         |         |         |        |        |        |        |        |        |        |        |        |        |        |        |        |        |        |        |        |        |        |        |        |        |
| GP Niemiec – Berlin    | GP Wielkiej Brytanii – Cardiff | GP Danii – Vojens              | GP Czech – Praga                | GP Polski – Bydgoszcz         | GP Szwecji – Sztokholm        | miejsce                   | miejsce               | miejsce             | miejsce               | miejsce | miejsce | miejsce | miejsce | miejsce | miejsce | miejsce | miejsce | miejsce | miejsce | miejsce | miejsce | miejsce | miejsce | miejsce | miejsce | punkty | punkty | punkty | punkty | punkty | punkty | punkty | punkty | punkty | punkty | punkty | punkty | punkty | punkty | punkty | punkty | punkty | punkty | punkty | punkty | punkty | punkty |
| 6                      | 8                              | 5                              | 7                               | 12                            | 16                            | 9                         | 9                     | 9                   | 9                     | 9       | 9       | 9       | 9       | 9       | 9       | 9       | 9       | 9       | 9       | 9       | 9       | 9       | 9       | 9       | 9       | 54     | 54     | 54     | 54     | 54     | 54     | 54     | 54     | 54     | 54     | 54     | 54     | 54     | 54     | 54     | 54     | 54     | 54     | 54     | 54     | 54     | 54     |
| Sezon 2002             |                                |                                |                                 |                               |                               |                           |                       |                     |                       |         |         |         |         |         |         |         |         |         |         |         |         |         |         |         |         |        |        |        |        |        |        |        |        |        |        |        |        |        |        |        |        |        |        |        |        |        |        |
| GP Norwegii – Hamar    | GP Polski – Bydgoszcz          | GP Wielkiej Brytanii – Cardiff | GP Słowenii – Krško             | GP Szwecji – Sztokholm        | GP Czech – Praga              | GP Skandynawii – Göteborg | GP Europy – Chorzów   | GP Danii – Vojens   | GP Australii – Sydney | miejsce | miejsce | miejsce | miejsce | miejsce | miejsce | miejsce | miejsce | miejsce | miejsce | miejsce | miejsce | miejsce | miejsce | miejsce | miejsce | punkty | punkty | punkty | punkty | punkty | punkty | punkty | punkty | punkty | punkty | punkty | punkty | punkty | punkty | punkty | punkty | punkty | punkty | punkty | punkty | punkty | punkty |
| 8                      | 18                             | 8                              | 18                              | 13                            | 13                            | 6                         | 7                     | 5                   | 1                     | 8       | 8       | 8       | 8       | 8       | 8       | 8       | 8       | 8       | 8       | 8       | 8       | 8       | 8       | 8       | 8       | 97     | 97     | 97     | 97     | 97     | 97     | 97     | 97     | 97     | 97     | 97     | 97     | 97     | 97     | 97     | 97     | 97     | 97     | 97     | 97     | 97     | 97     |
| Sezon 2003             |                                |                                |                                 |                               |                               |                           |                       |                     |                       |         |         |         |         |         |         |         |         |         |         |         |         |         |         |         |         |        |        |        |        |        |        |        |        |        |        |        |        |        |        |        |        |        |        |        |        |        |        |
| GP Europy – Chorzów    | GP Szwecji – Avesta            | GP Wielkiej Brytanii – Cardiff | GP Danii – Kopenhaga            | GP Słowenii – Krško           | GP Skandynawii – Göteborg     | GP Czech – Praga          | GP Polski – Bydgoszcz | GP Norwegii – Hamar | miejsce               | miejsce | miejsce | miejsce | miejsce | miejsce | miejsce | miejsce | miejsce | miejsce | miejsce | miejsce | miejsce | miejsce | miejsce | miejsce | miejsce | punkty | punkty | punkty | punkty | punkty | punkty | punkty | punkty | punkty | punkty | punkty | punkty | punkty | punkty | punkty | punkty | punkty | punkty | punkty | punkty | punkty | punkty |
| 5                      | –                              | –                              | –                               | 7                             | 4                             | 4                         | 7                     | 5                   | 18                    | 18      | 18      | 18      | 18      | 18      | 18      | 18      | 18      | 18      | 18      | 18      | 18      | 18      | 18      | 18      | 18      | 32     | 32     | 32     | 32     | 32     | 32     | 32     | 32     | 32     | 32     | 32     | 32     | 32     | 32     | 32     | 32     | 32     | 32     | 32     | 32     | 32     | 32     |
| Sezon 2004             |                                |                                |                                 |                               |                               |                           |                       |                     |                       |         |         |         |         |         |         |         |         |         |         |         |         |         |         |         |         |        |        |        |        |        |        |        |        |        |        |        |        |        |        |        |        |        |        |        |        |        |        |
| GP Szwecji – Sztokholm | GP Czech – Praga               | GP Europy – Wrocław            | GP Wielkiej Brytanii – Cardiff  | GP Danii – Kopenhaga          | GP Skandynawii – Göteborg     | GP Słowenii – Krško       | GP Polski – Bydgoszcz | GP Norwegii – Hamar | miejsce               | miejsce | miejsce | miejsce | miejsce | miejsce | miejsce | miejsce | miejsce | miejsce | miejsce | miejsce | miejsce | miejsce | miejsce | miejsce | miejsce | punkty | punkty | punkty | punkty | punkty | punkty | punkty | punkty | punkty | punkty | punkty | punkty | punkty | punkty | punkty | punkty | punkty | punkty | punkty | punkty | punkty | punkty |
| 8                      | 4                              | 6                              | 7                               | 2                             | 2                             | 3                         | 4                     | 2                   | 17                    | 17      | 17      | 17      | 17      | 17      | 17      | 17      | 17      | 17      | 17      | 17      | 17      | 17      | 17      | 17      | 17      | 38     | 38     | 38     | 38     | 38     | 38     | 38     | 38     | 38     | 38     | 38     | 38     | 38     | 38     | 38     | 38     | 38     | 38     | 38     | 38     | 38     | 38     |

| Statystyki        | Statystyki |
| ----------------- | ---------- |
| Starty            | 66         |
| Zwycięstwa        | 2          |
| Miejsca na podium | 10         |
| Finalista         | 15         |
| Punkty            | 662        |

## Osiągnięcia
- Indywidualne Mistrzostwa Świata
  - 1994 –  Vojens – 8. miejsce – 9 pkt → wyniki
  - 1995 – 6. miejsce – 77 pkt → wyniki
  - 1996 – 7. miejsce – 58 pkt → wyniki
  - 1997 – 5. miejsce – 81 pkt → wyniki
  - 1998 – 10. miejsce – 52 pkt → wyniki
  - 1999 – 5. miejsce – 71 pkt → wyniki – dzika karta
  - 2000 – 1. miejsce – 102 pkt → wyniki
  - 2001 – 9. miejsce – 54 pkt → wyniki
  - 2002 – 8. miejsce – 97 pkt → wyniki
  - 2003 – 18. miejsce – 32 pkt → wyniki
  - 2004 – 17. miejsce – 38 pkt → wyniki

- Indywidualne Mistrzostwa Świata Juniorów
  - 1992 – Pfaffenhofen an der Ilm – 2. miejsce – 14+2 pkt → wyniki

- Drużynowe Mistrzostwa Świata
  - 1992 –  Kumla – 3. miejsce → wyniki
  - 1995 –  Bydgoszcz – 2. miejsce → wyniki
  - 2000 –  Coventry – 2. miejsce → wyniki

- Drużynowy Puchar Świata
  - 2001 – Zawody finałowe odbywały się w  Polsce – 6. miejsce → wyniki
  - 2002 – Zawody finałowe odbywały się w  Wielkiej Brytanii – 7. miejsce → wyniki
  - 2004 – Zawody finałowe odbywały się w  Wielkiej Brytanii – 2. miejsce → wyniki
  - 2006 – Zawody finałowe odbywały się w  Wielkiej Brytanii – 3. miejsce → wyniki

- Indywidualne Mistrzostwa Wielkiej Brytanii
  - 11 występów w finale:
  - 1. miejsce (1997, 1999, 2001)
  - 3. miejsce (2004)

- Indywidualne Mistrzostwa Wielkiej Brytanii Juniorów
  - 1987 – 3. miejsce
  - 1988 – 1. miejsce
  - 1990 – 2. miejsce
  - 1991 – 2. miejsce

- Drużynowe Mistrzostwa Polski
  - 1993 – 3. miejsce z Apatorem Toruń
  - 1994 – 3. miejsce z Apatorem Toruń
  - 1995 – 2. miejsce z Apatorem Toruń
  - 1996 – 2. miejsce z Apatorem Toruń
  - 2001 – 3. miejsce z Polonia Bydgoszcz
  - 2002 – 1. miejsce z Polonia Bydgoszcz

## Inne ważniejsze turnieje
| Osiągnięcia: | Osiągnięcia: | 12. miejsce (2005) | 12. miejsce (2005) | 12. miejsce (2005) | 12. miejsce (2005) |
| Sezon        | Miasto       | Msc                | Pkt                | Biegi              | Kluby              |
| 2005         | Gorzów Wlkp. | 12                 | 5                  | (u,0,3,1,1)        | Gorzów Wlkp.       |